# Lactobacillus fermentum ME-3
Lactobacillus fermentum ME-3 (лат.) — запатентованный штамм грамположительных бактерий Lactobacillus fermentum, выполняющих функцию пробиотиков.
Введение в организм человека штамма МЕ-3 может оказывать антибактериальное действие на некоторые микроорганизмы в пищеварительном канале и антиоксидантное действие на определенные свободные радикалы.
Lactobacillus fermentum ME-3 ингибирует ряд грамотрицательных бактерий и, в некоторой степени, кишечные энтерококки и распространение бактерии Staphylococcus aureus.
ME-3 не воздействует на бактерию Helicobacter pylori и, на основании проведенных экспериментов, не останавливает инфекцию Helicobacter pylori.
Кроме органов пищеварения, ME-3 оказывает влияние и на кровеносную систему, уменьшая количество находящихся в крови окисленных липопротеинов низкой плотности (oxLDL) и, таким образом, уменьшает риск развития атеросклеротических изменений сосудов.
Lactobacillus fermentum ME-3 выделяет оксид азота, который считается антимикробным. МЕ-3 накапливает в значительных количествах молочную кислоту и этанол.
Безопасность Lactobacillus fermentum ME-3 была проверена на мышами линии NIH.
В экспериментах с мышами in vivo введенный МЕ-3 увеличивал уровни противовоспалительного цитокина IL-10 в тканях кишечника и печени, что указывает на иммуномодулирующее действие МЕ-3.
Lactobacillus fermentum ME-3 обнаружили в 1995 году в кишечнике здорового годовалого тартуского ребёнка учёные из Тартуского университета под руководством Марики Микельсаар и Михкеля Зильмера.